# Peter Molendijk
Mr. Peter Jan (Peter) Molendijk (Rotterdam, 23 juni 1924 – Driehuis, 11 november 2015) was een Nederlandse burgemeester van de Partij van de Arbeid.

## Loopbaan
Voordat hij burgemeester werd was Molendijk werkzaam als assistent van burgemeester Wim Thomassen en daarna als directiesecretaris bij de dienst gemeentewerken van de gemeente Zaandam. In 1957 werd hij benoemd tot burgemeester van de Groningse gemeente Ten Boer. Daarnaast was hij vanaf 1962 waarnemend burgemeester van de gemeente Noorddijk. In juli 1968 werd hij burgemeester van Steenwijk en in 1978 van Velsen.

## Nevenwerkzaamheden
- Voorzitter Bond Heemschut prov.Groningen
- Lid Molencommissie Provincie Groningen.
- Lid Welstandstoezicht Provincie Groningen
- Lid Sociologische Commissie Stichting Noord-Groningen
- Lid Raad van Commissarissen Waterleiding Mij Overijssel, WAVIN BV te Zwolle, Wafilin BV Hardenberg en Dikkers & Co NV Hengelo
- Vicevoorzitter Oversticht te Zwolle (tevens provinciaal voorzitter Welstandstoezicht)
- Voorzitter Provinciale Bibliotheek West Overijssel
- Lid bestuur VNG Overijssel.
- Kantonrechter plv in Steenwijk
- Voorzitter Commissie Milieu van de VNG Den Haag.
- Voorzitter Stichting Ontwikkelingssamenwerking ( Stedenband Velsen-Galle op Sri Lanka)